# Metoda Delphi
Metoda Delphi (în engleză Delphi  method, pronunțat: /ˈdɛlfaɪ/) este o metodă sau tehnică de comunicare structurată, dezvoltată inițial ca o metodă de previziune sistematică, interactivă, bazată pe consultarea unui grup de experți. Experții răspund la întrebările din chestionare pe parcursul a două sau mai multe runde. După fiecare rundă, un coordonator al anchetei (numit în engleză „facilitator” sau „change agent”) furnizează un rezumat anonim al previziunilor realizate de experți în runda precedentă, împreună cu motivele invocate de aceștia în aprecierile lor. Astfel, experții sunt încurajați să-și revizuiască răspunsurile anterioare în lumina celor formulate de ceilalți membri din grup. Se consideră că, de-a lungul acestui proces, spectrul de dispersie a răspunsurilor tinde să se restrângă, iar grupul converge în direcția răspunsului „corect”. În final, procesul este oprit după satisfacerea unui criteriu predefinit (un anumit număr de runde, obținerea consensului, stabilitatea rezultatelor, etc.) și valorile medii sau mediane ale punctajelor sunt folosite în determinarea rezultatelor.
Metoda Delphi se bazează pe principiul conform căruia previziunile (sau deciziile) provenite dintr-un grup structurat de indivizi posedă mai multă acuratețe decât cele ale grupurilor nestructurate. Tehnica poate fi adaptată și pentru reuniuni de tip „față-n față” (în prezența întregului grup de experți) și este denumită atunci „mini-Delphi” (sau Estimate-Talk-Estimate, ETE). Metoda Delphi a fost utilizată pe scară largă pentru previziuni în domeniul afacerilor și are avantaje certe în raport cu cealaltă metodă importantă de abordare a previziunii structurate, piețele de predicție.

## Istoric
Numele metodei trimite la Oracolul din Delphi. Autorii ei nu au fost foarte mulțumiți cu acest nume, deoarece implica „ceva oracular, cu un ușor iz de ocult”. Metoda Delphi se sprijină pe presupunerea asumată că judecățile emise de grupuri sunt mai valide decât cele emise de persoane individuale.
Metoda a fost elaborată în SUA, la începutul Războiului Rece, pentru previziuni referitoare la impactul tehnologiei asupra domeniului militar. În 1944, generalul Henry H. Arnold⁠(en)[traduceți] a ordonat redactarea unui raport către Forțele Aeriene ale Statelor Unite ale Americii despre noile capacități tehnologice pe care armata le-ar fi putut utiliza în viitor.
Au fost testate diferite abordări, dar neajunsurile metodelor tradiționale de previziune (abordarea teoretică, modelele cantitative, extrapolarea tendințelor) au devenit în scurt timp evidente, în domeniile pentru care nu fuseseră încă stabilite legi științifice precise. Pentru a face față acestor neajunsuri, metoda Delphi a fost dezvoltată de către Olaf Helmer, Norman Dalkey și Nicholas Rescher, în cadrul proiectului RAND, în deceniul 1950-1960 (1959). De atunci, ea a fost folosită constant, împreună cu numeroase modificări și reformulări, cum ar fi procedura Imen-Delphi.
Experților li s-a cerut să-și exprime opinia cu privire la probabilitatea, frecvența și intensitatea unor posibile atacuri inamice. Alți experți au putut să formuleze reacții anonime. Acest proces a fost repetat de mai multe ori, până când s-a obținut consensul.

## Secvențele metodei Delphi
Tehnica Delphi a fost dezvoltată în cadrul the RAND CORPORATION ca instrument pentru utilizarea punctelor de vedere ale unui grup de experți asupra previziunilor pagubelor potențiale provocate în cazul unui atac cu bomba atomică asupra Statelor Unite. Alți utilizatori ai tehnicii Delphi sunt cei interesați în descoperirea și evaluarea problemelor complicate. În vederea aplicării metodei Delphi se elaborează 2 - 5 chestionare consecutive, destinate unui grup de 15-25 persoane (ocazional chiar până la 100), selectate fie ca experți în problema de investigat (dacă intenția exercițiului este de a acumula opinii experte asupra problemei) sau ca persoane direct implicate într-o anumită problemă (dacă scopul este de a descoperi implicațiile sociale sau organizaționale).
Succesiunea recomandată a pașilor pentru utilizarea metodei Delphi este următoarea:
1. Se nominalizează un panel Delphi, format din experți și persoane active.
2. Se dezvoltă, se expediază și se obțin răspunsuri la un chestionar de deschidere: una sau două întrebări cu final deschis, asupra unui subiect, sunt trimise inițial, iar răspunsurile sunt preferate sub forma unei liste de fraze scurte și paragrafe scurte, mai degrabă decât a unui text continuu.
3. Se dezvoltă, se expediază și se obțin răspunsuri la al doilea chestionar; acest document subsecvent este creat în lumina răspunsurilor la chestionarul inițial. Răspunsurile la chestionarul inițial sunt adunate într-o singură listă anonimă (rezumat anonim) iar respondenților panelului li se cere să evalueze fiecare item din listă (de exemplu, pe o scară de importanță de 5 puncte, de prioritate, de fezabilitate, de relevanță, de valabilitate...și în final să includă orice itemi suplimentari, sugerați de lista combinată.
4. Un Delphi scurt se poate termina în acest punct (în care caz se trag concluzii), totuși un Delphi mai extins poate beneficia de runde suplimentare. În mod tipic, se efectuează 3 runde. Evaluările-răspuns la chestionarul nr.2 sunt apreciate în medie, iar chestionarul nr.3 poate solicita membrilor panelului să indice dacă simt că ordinea evaluărilor ar necesita să fie îmbunătățită. Această procedură poate fi repetată pentru chestionarele următoare până când se obține consensul (convergența de opinii). Ca alternativă, itemii evaluați deasupra unui anumit prag ar putea fi printați pe fișe separate, solicitând fiecărui membru al panelului să sorteze fișele în clusteri corelați.
5. Se mulțumește participanților; membrii panelului au fost selectați la început pentru expertiza lor și/sau implicare directă, de aceea este probabil ca ei să aibă un interes puternic asupra rezultatului, astfel că un raport rezumativ și scrisori de mulțumire sunt trimise, de obicei, fiecărui membru implicat în proiect.